# Somma
Die Somma, auch nur Soma, war ein Getreide- und ein Flüssigkeitsmaß. Sie entsprach einer Last.
In der Toskana als Wein- und Ölmaß war
- 1 Somma = 2 Barill = 266 Pfund und 8 Unzen
- 1 Somma = 2 Sacchi = 320 bis 330 Pfund Weizen

Im Kanton Tessin der Schweiz war als Getreidemaß
- 1 Somma = 12 Staja/Stari = 1 ½ Moggio

Da der Moggio ticinese mit 8 Staji = 138,3784 Liter hatte, ergab sich
- 1 Staja/Stajo = 17,2973 Liter = 872 Pariser Kubikzoll

In Lugano wich der Moggio ab und hatte 153,51 Liter bei 8 Staji oder 16 Quartine.
In Bergamo als Getreidemaß
- 1 Somma = 8 Satari[3]/Stari/Staja[1]

In Mailand galt die Somma als neues Maß und ersetzte die Brenta. Die dezimale Teilung war
- 1 Somma = 10 Mine = 100 Pinte = 1000 Koppi = 100 Liter (französische)[4]